# Dale Mortensen
Dale Thomas Mortensen (Enterprise (Oregon), 2 februari 1939 – Wilmette, 9 januari 2014) was een Amerikaans wetenschapper, econoom, en Nobelprijswinnaar.
Mortensen kreeg in 2010 de Prijs van de Zweedse Rijksbank voor economie (die hij deelde met Peter Diamond, Christopher Pissarides) voor hun onderzoek naar zoekfricties op markten.
Hij was hoogleraar aan de Northwestern University.
Mortensen is begin 2014 overleden op 74-jarige leeftijd in Wilmette.
1969: Frisch, Tinbergen ·
1970 : Samuelson ·
1971: Kuznets ·
1972: Hicks, Arrow ·
1973: Leontief ·
1974: Myrdal, Hayek ·
1975: Kantorovitsj, Koopmans ·
1976: Friedman ·
1977: Ohlin, Meade ·
1978: Simon ·
1979: Schultz, Lewis ·
1980: Klein ·
1981: Tobin ·
1982: Stigler ·
1983: Debreu ·
1984: Stone ·
1985: Modigliani ·
1986: Buchanan ·
1987: Solow ·
1988: Allais ·
1989: Haavelmo ·
1990: Markowitz, Miller, Sharpe ·
1991: Coase ·
1992: Becker ·
1993: Fogel, North ·
1994: Harsanyi, Nash, Selten ·
1995: Lucas ·
1996: Mirrlees, Vickrey ·
1997: Merton, Scholes ·
1998: Sen ·
1999: Mundell ·
2000: Heckman, McFadden ·
2001: Akerlof, Spence, Stiglitz ·
2002: Kahneman, Smith ·
2003: Engle, Granger ·
2004: Kydland, Prescott ·
2005: Aumann, Schelling ·
2006: Phelps ·
2007: Hurwicz, Maskin, Myerson ·
2008: Krugman ·
2009: Ostrom, Williamson ·
2010: Diamond, Mortensen, Pissarides ·
2011: Sims, Sargent ·
2012: Roth, Shapley  ·
2013: Fama, Hansen, Shiller  ·
2014: Tirole  ·
2015: Deaton  ·
2016: Hart, Holmström ·
2017: Thaler ·
2018: Nordhaus, Romer ·
2019: Banerjee, Duflo, Kremer ·
2020: Milgrom, Wilson ·
2021: Imbens, Angrist, Card ·
2022: Bernanke, Diamond, Dybvig ·
2023: Goldin ·
2024: Acemoglu, Johnson, Robinson
- Bibsys: 3014212
- Catàleg d'autoritats de noms i títols de Catalunya: 981058516406706706
- CiNii: DA15785100
- DBLP: 16/11279
- Gemeinsame Normdatei: 130591432
- International Standard Name Identifier: 0000 0000 8210 9210
- Library of Congress Control Number: nb91351976
- Nationale Bibliotheek van Letland: 000055503
- Mathematics Genealogy Project: 202082
- Nationale Bibliotheek van Tsjechië: vse2010602183
- Nationale Bibliotheek van Israël: 987007427765505171
- Nationale Bibliotheek van Polen: a0000002925171
- Nationale en Universitaire bibliotheek Zagreb: 000590435
- Nederlandse Thesaurus van Auteursnamen: 180750704
- Système universitaire de documentation: 076138003
- Virtual International Authority File: 28181988
- WorldCat: E39PBJrKYkvFKdvmwfmYpt69Xd